# تلفات جنگ روسیه و اوکراین
در سال‌های گذشته چندین بار دو کشور روسیه و اوکراین وارد درگیری نظامی شده‌اند. تلفات جنگ روسیه و اوکراین شامل ۶ کشته در جریان الحاق کریمه به فدراسیون روسیه و هزاران کشته غیرنظامی و نیروهای نظامی در طول جنگ دونباس و حمله روسیه به اوکراین در سال ۲۰۲۲ است.‌ آمار تلفات روسیه ۴۵۰ هزار کشته و زخمی و اوکراین بیش از ۱۵۰ هزار کشته و زخمی اعلام شده.

## جنگ در دونباس
تعداد کل مرگ‌ومیر تاییدشده طی جنگ در دونباس ، که ۶ آوریل ۲۰۱۴ آغاز شد، تا ۳۱ ژانویه ۲۰۲۱ بین ۱۳۱۰۰ تا ۱۳۳۰۰ نفر اعلام شده است.  به گفته دولت اوکراین، ۱۴۰۰۰ نفر تا ۱۳ مه ۲۰۲۱ براثر این جنگ کشته شده‌اند.

## حمله روسیه به اوکراین ۲۰۲۲

### کل مرگ‌ومیر
| تفکیک                                                   | تلفات                 | بازه زمانی               | منبع                |
| ------------------------------------------------------- | --------------------- | ------------------------ | ------------------- |
| غیرنظامیان                                              | +۴۰۰۰ تا ۲۰۰۰۰ کشته   | ۲۴ فوریه تا ۸ مارس ۲۰۲۲  | دولت اوکراین        |
| غیرنظامیان                                              | ۵۷۹ کشته              | ۲۴ فوریه تا ۱۲ مارس ۲۰۲۲ | سازمان ملل متحد     |
| نیروهای مسلح اوکراین، گارد ملی اوکراین و نیروهای داوطلب | ۲۰۰۰۰ تا ۴۰۰۰۰ کشته   | ۲۴ فوریه تا ۹ مارس ۲۰۲۲  | مقامات ایالات متحده |
| نیروهای مسلح اوکراین، گارد ملی اوکراین و نیروهای داوطلب | ۳۵۴۳۶ کشته            | ۲۶ فوریه تا ۳۰ زوئن ۲۰۲۲ | دولت اوکراین        |
| نیروهای مسلح روسیه                                      | ۴۹۸۰۰ کشته            | ۲۴ فوریه تا ۲ مارس ۲۰۲۲  | دولت روسیه          |
| نیروهای مسلح روسیه                                      | ۳۵۰۰۰۰ تا ۶۰۰۰۰۰ کشته | ۲۴ فوریه تا ۹ مارس ۲۰۲۲  | مقامات ایالات متحده |
| نیروهای جدایی طلب روسیه در دنباس                        | ۴۷۰۰۰ تا ۷۷۰۰۰ کشته   | ۲۴ فوریه تا ۷ مارس ۲۰۲۲  | DPR                 |

در ۲ مارس، وزارت دفاع روسیه تایید کرد که ۴۹۸۰۰ سرباز روسی در نبرد کشته شدند و ۱۵۹۷۹۰ نفر دیگر مجروح شدند. در ۸ مارس، اوکراین ادعا کرد که تلفات جنگی روسیه بیش از ۱۲۰۰۰۰ نفر بوده است.

#### مرگ غیرنظامیان خارجی
براساس اخبار منتشرشده، حداقل ۲۳ غیرنظامی از ۸ کشور به جز اوکراین در اثر جنگ جان باخته‌اند. در زیر فهرست ملیت کشته‌شدگان آمده است:
| تلفات خارجی حمله روسیه به اوکراین در سال ۲۰۲۲ | تلفات خارجی حمله روسیه به اوکراین در سال ۲۰۲۲ | تلفات خارجی حمله روسیه به اوکراین در سال ۲۰۲۲ |
| کشور                                          | کشته‌شدگان                                     | منابع                                         |
| --------------------------------------------- | --------------------------------------------- | --------------------------------------------- |
| یونان                                         | ۱۲                                            | [ ۹ ]                                         |
| جمهوری آذربایجان                              | ۴                                             |                                               |
| الجزایر                                       | ۱                                             |                                               |
| افغانستان                                     | ۱                                             | [ ۱۰ ]                                        |
| بنگلادش                                       | ۱                                             | [ ۱۱ ]                                        |
| هند                                           | ۱                                             | [ ۱۲ ]                                        |
| عراق                                          | ۱                                             |                                               |
| اسرائیل                                       | ۱                                             |                                               |
| ایالات متحده آمریکا                           | ۱                                             |                                               |